# The Key (Joan Armatrading)
The Key è l'ottavo album in studio della cantautrice britannica Joan Armatrading, pubblicato nel 1983.

## Tracce
Side 1
1. (I Love It When You) Call Me Names – 4:23
2. Foolish Pride – 3:16
3. Drop the Pilot – 3:41
4. The Key – 4:01
5. Everybody Gotta Know – 3:48

Side 2
1. Tell Tale – 2:31
2. What Do Boys Dream – 2:55
3. The Game of Love – 3:34
4. The Dealer – 3:19
5. Bad Habits – 3:43
6. I Love My Baby – 3:29